# Бунихой
Бунихой (чечен. Бу́ной) — чеченский тайп, входят в общество (социально-экономический союз) Чеберлой. У тайпа Бунихой есть родовая гора — Буни-Лам и одноимённый с тайпом горный аул Буни.

## История
Известное на сегодняшний день первое упоминание о тайпе датируется IX—X веком арабским историком и географом Аль-Масуди. Аль-Масуди пишет, что на всем протяжении маршрута Чур-акха (внутренняя земля) стояли указательные каменные плиты и до 120 больших и малых мостов через ущелье. Он сообщает, что внутренние земли нахов насчитывают более 18 тыс. деревень. Здесь проживали огромные по своему населению воинственные племена. Авторы разных времён называют их по-разному: Аланы, Маскуты, Керпеты, Аорсы, Аккибы, Маасты, Чермнои (чер-ма-а), Бунийцы (Бунихой) и т. д.
Представители тайпа основали сёла:
- Оспан-Юрт (В 1857 году 20 января при взятии штурмом аула Оспан-Юрт жители насильно переселены в новый аул Курчалой русскими а село полностью уничтожено);
- Буной-Хутор (Буной, хутор находился между р. Хулхулуа (Хули) и р. Джалка (Жалка), жители были русскими переселены в селения Большой Чечни)[1].